# Afrolimnophila fenestrella
Afrolimnophila fenestrella är en tvåvingeart som först beskrevs av Alexander 1940.  Afrolimnophila fenestrella ingår i släktet Afrolimnophila och familjen småharkrankar. Inga underarter finns listade i Catalogue of Life.